# 陳俊維
陳俊維（1997年4月24日—），台灣男子羽毛球運動員。

## 球員生涯
陳俊維從小就讀臺北市臺北市民權國小、中山國中，高中就讀桃園治平中學:5806，在2014年第一次全國排名賽獲得甲組球員資格，同年5月加入合作金庫羽球隊。2015年曾參加亞洲青年錦標賽及世界青年錦標賽，於世青賽獲得混合團體季軍。大學就讀臺北市立大學。
2016年9月，陳俊維參加雪梨羽毛球國際賽男子單打項目，在決賽以0比2（13-21、16-21）不敵同隊的呂家弘，屈居亞軍。同年12月，出戰韓國羽毛球大師賽，在準決賽以0比2不敵馬來西亞選手劉國倫，但已寫下個人國際賽最佳成績。

## 主要比賽成績
只列出曾進入準決賽的國際賽事成績：
| 年份   | 賽事                 | 公開賽級別 | 項目     | 成績   |
| ------ | -------------------- | ---------- | -------- | ------ |
| 2015年 | 世界青年羽毛球錦標賽 | 其他       | 混合團體 | 季軍   |
| 2016年 | 雪梨羽毛球國際賽     | 國際系列賽 | 男子單打 | 亞軍   |
| 2016年 | 越南羽毛球國際系列賽 | 國際系列賽 | 男子單打 | 準決賽 |
| 2016年 | 韓國羽毛球大師賽     | 大獎賽     | 男子單打 | 準決賽 |

| 2007-2017年 | 首要超級賽 | 超級賽 | 黃金大獎賽 | 大獎賽 | 國際挑戰賽 | 國際系列賽 | 未來系列賽 | 其他 |

## 外部連結
- 陳俊維在BWFBadminton.com（英语）
- 陳俊維在BWF.TournamentSoftware.com（英语）
- 陳俊維在Flashscore（英语）